# Lucasfilm
Lucasfilm Ltd. LLC es una productora de cine y televisión estadounidense fundada por George Lucas en 1971 y presidida actualmente por Kathleen Kennedy, localizada en el Condado de Marin, California.
Es mundialmente conocida por producir la saga completa de Star Wars y otros éxitos como la saga de Indiana Jones y la película American Graffiti.
La compañía es líder en desarrollar nueva tecnología en cuanto a efectos especiales, sonido y animación computarizada.
Recientemente, Lucasfilm ha declarado sus intenciones de abandonar la industria cinematográfica, para entrar de lleno a la producción de series televisivas.
En 2005, Lucasfilm y sus divisiones de marketing, en línea y licencias se trasladaron al nuevo Letterman Digital Arts Center, localizado en Presidio de San Francisco, California. Entre sus subsidiarias más importantes se encuentran Skywalker Sound, Industrial Light & Magic, THX , Lucas Licensing, Lucasfilm Games, Lucasfilm Animation y Lucas Online.
El 30 de octubre de 2012, The Walt Disney Company adquirió Lucasfilm Ltd. por 4.050 millones de dólares.

## Lucasfilm Games
La empresa fue fundada en 1982 como desarrollador de videojuegos con el nombre primigenio de Lucasfilm Games y que desarrolló varios títulos como Maniac Mansion, Loom, la serie Monkey Island, entre otros. Por aquel entonces, la empresa productora de películas de George Lucas buscaba que su compañía empezase a trabajar por cuenta propia en el desarrollo de videojuegos, así que para comenzar cooperó con Atari en el desarrollo de sus productos. El primer resultado de esta colaboración fueron los juegos de acción Ballblazer y Rescue on Fractalus!. La versión beta de estos juegos fue filtrada por piratas, exactamente una semana después de que Atari recibiera versiones desprotegidas de sus productos, el producto fue puesto a la venta meses después de la fecha original de lanzamiento. En 1984 los juegos fueron relanzados para la Atari 5200 bajo la marca Lucasfilm Games. La versión para PC no fue puesta en el mercado hasta 1985, por el publicador Epyx. Los próximos dos juegos de Lucasfilm serían Kronis Rift y The Eidolon. Sus primeros juegos desarrollados únicamente por Lucasfilm, y un publicador distribuiría los juegos. Atari Publicó sus juegos para los sistemas Atari, Activision y Epyx lo harían para sus respectivas computadoras. Maniac Mansion fue el primer videojuego que publicó y desarrolló Lucasfilm con la tecnología SCUMM.
En 1990, una reorganización de las empresas de Lucas, la división de juegos de Lucasfilm, empezó a ser parte de la recientemente creada LucasArts Entertainment Company, comenzaron con la creación de Industrial Light & Magic (ILM) y Skywalker Sound. Después ILM y Skywalker Sound serían consolidados bajo Lucas Digital y LucasArts comenzaría a ser el nombre oficial de la división de videojuegos.

## Lucasfilm Animation
Lucasfilm Animation es una compañía de Lucasfilm Ltd. que se fundó en 2003, como un estudio de animación digital para producir contenidos para la audiencia en general, incluyendo películas, televisión y videojuegos. Trabaja en conjunto con Lucasfilm Animation Singapore. En 2008 se creó la película animada en colaboración con Warner Bros. studios con el título Star Wars The Clone Wars, además las series animadas en Cartoon Network también tituladas Star Wars The Clone Wars la primera en el año de 2003 con animación 2-D y otra en el año de 2008 con animación 3-D entre otras producciones para la televisión.

## Star Wars
Lucasfilm Ltd. en 1977 con la colaboración de 20th Century Fox realizó la primera entrega de la saga de Star Wars: Una nueva esperanza, en 1980 El Imperio contraataca, en 1983 El retorno del Jedi, y luego en 1997 se hizo una edición de la trilogía original de la saga con el motivo del 20 aniversario de la saga y se anunció la creación de un nuevo episodio, primero se pensó que se haría el episodio 7 pero se descartó y se empezó a hacer el episodio I y en 1999 se estrenó La amenaza fantasma, en 2002 El ataque de los clones en el 2003 se estrenó una miniserie de dos temporadas llamada Star Wars Clone Wars y en 2005 La venganza de los Sith y en 2008 se creó en colaboración de Warner Bros. studios una película con el título Star Wars The Clone Wars, además las series animadas en Cartoon Network también tituladas Star Wars The Clone Wars la primera en 2003 con animación 2-D y otra en 2008 con animación 3-D entre otras producciones para la televisión.

## Venta de Lucasfilm
El 30 de octubre de 2012, The Walt Disney Company adquirió Lucasfilm Ltd. por 4.000 millones de dólares (3.124 millones de euros). En dicha operación, se estipuló que George Lucas, único poseedor de la compañía, recibiría la mitad del pago en efectivo y la otra mitad en una participación cercana a los 40 millones de acciones de Disney, entonces valoradas en 1900 millones de dólares. Sin embargo, en mayo de 2015 el rotativo británico Financial Times publicaba un estudio acerca de la revalorización de las acciones de la compañía en su último curso, que ascendía hasta los 4.100 millones de dólares.
Por medio del acuerdo, además de adquirir la productora Lucasfilm Ltd. – conocida mundialmente por sus franquicias Star Wars e Indiana Jones – la multinacional se hizo con el conjunto de divisiones técnicas de la productora de Lucas: el estudio de sonido Skywalker Sound, el de animación Lucasfilm Animation, la productora de efectos especiales Industrial Light & Magic, la empresa de videojuegos LucasArts, que representa el 20% de las ganancias de la compañía; y, finalmente la gestora de derechos Lucas License, encargada del merchandising y cuyos ingresos superan los 20.000 millones de dólares.
Desde su creación en 1971, Lucasfilm Ltd. también trabajó en la creación de nuevas patentes destinadas a la industria audiovisual, como el estándar de vídeo y sonido THX, el sistema de reproducción de audio iMUSE, el algoritmo de compresión de vídeo INSANE y el lenguaje de programación SCUMM. Todas ellas también formaron a pasar parte del gigante de la animación.
Para Disney, suponía la tercera mayor adquisición de una empresa, después del estudio de animación Pixar (2006) y la empresa Marvel Entertainment (2009), por las que pagó 9.000 y 2.800 millones de euros respectivamente. Asimismo, la compra de Lucasfilm vendría acompañada del anuncio de una nueva trilogía de la saga Star Wars, cuya primera entrega se estrenó en diciembre de 2015.
Lucas, que en junio de 2012 ya había cedido la dirección de la empresa a Kathleen Kennedy, declaró que «había llegado el momento de pasar su saga a otra generación de realizadores, así como su intención de dedicarse “a la filantropía y el cine experimental”». El cineasta ponía así fin a su exitosa trayectoria de 41 años de la mano de Lucasfilm Ltd. como cineasta. Sin embargo, Lucas pasó al puesto de consultor creativo en el desarrollo de los filmes derivados de la saga Star Wars.

## Producciones de Lucasfilm

### Películas
- 1971: THX 1138 [n. 1]
- 1973: American Graffiti
- 1977: Star Wars: Episodio IV - Una nueva esperanza
- 1979: More American Graffiti
- 1980: Star Wars: Episodio V - El Imperio contraataca
- 1981: Raiders of the Lost Ark
- 1983: Star Wars: Episode VI - Return of the Jedi
- 1984: Indiana Jones and the Temple of Doom
- 1986: Howard the Duck
- 1986: Labyrinth
- 1988: Willow
- 1988: Tucker: un hombre y su sueño
- 1989: Indiana Jones y la última cruzada
- 1999: Star Wars: Episodio I - La amenaza fantasma
- 2002: Star Wars: Episodio II - El ataque de los clones
- 2005: Star Wars: Episodio III - La venganza de los Sith
- 2008: Indiana Jones y el reino de la calavera de cristal
- 2008: Star Wars: The Clone Wars
- 2012: Red Tails
- 2015: Strange Magic
- 2015: Star Wars: Episodio VII - El despertar de la Fuerza
- 2016: Rogue One: una historia de Star Wars
- 2017: Star Wars: Episodio VIII - Los últimos Jedi
- 2018: Han Solo: una historia de Star Wars
- 2019: Star Wars: Episodio IX - El ascenso de Skywalker
- 2023: Indiana Jones and the Dial of Destiny

### Series
- 1985: Star Wars Droids
- 1985: Star Wars Ewoks
- 1990: Maniac Mansion
- 1992: Las aventuras del joven Indiana Jones
- 2003: Star Wars: Clone Wars
- 2008: Star Wars: The Clone Wars
- 2014: Star Wars Rebels
- 2018: Star Wars Resistencia
- 2019: The Mandalorian
- 2021: Star Wars: The Bad Batch
- 2021: Star Wars: Visions
- 2022: El Libro de Boba Fett
- 2022: Obi-wan Kenobi
- 2022: Andor
- 2022: Willow
- 2023: Ahsoka
- 2024: Skeleton Crew

### Próximas producciones
Series
- 2025: Andor Temporada 2
- 2026: Maul: Shadow Lord

Películas
- The Mandalorian & Grogu
- Star Wars: Starfighter
- Película de Star Wars por Sharmeen Obaid Chinoy sin título.[8]
- Película de Star Wars por James Mangold sin título.[9]
- Película de Star Wars por Dave Filoni sin título.[10]